# Dövesta
Dövesta är en bebyggelse vid söder om Åby  i Norrköpings kommun. Vid SCB:s ortsavgränsning 2020 klassades bebyggelsen som en småort.